# (33177) 1998 FR14
(33177) 1998 FR14 est un astéroïde de la ceinture principale d'astéroïdes découvert en 1998.

## Description
(33177) 1998 FR14 a été découvert le 26 mars 1998 au Centre de recherches en géodynamique et astrométrie (CERGA), à Caussols en France, par le projet scientifique européen OCA-DLR Asteroid Survey (ODAS).

### Caractéristiques orbitales
L'orbite de cet astéroïde est caractérisée par un demi-grand axe de 2,76 ua, un périhélie de 2,63 ua, une excentricité de 0,05 et une inclinaison de 2,61° par rapport à l'écliptique. Du fait de ces caractéristiques, à savoir un demi-grand axe compris entre 2 et 3,2 ua et un périhélie supérieur à 1,666 ua, il est classé, selon la JPL Small-Body Database, comme objet de la ceinture principale d'astéroïdes.

### Caractéristiques physiques
(33177) 1998 FR14 a une magnitude absolue (H) de 15,3 et un albédo estimé à 0,299.